# Oreneta de Sinaloa
L'oreneta de Sinaloa (Progne sinaloae) és una espècie d'ocell de la família dels hirundínids (Hirundinidae). És endèmica de l'interior de Mèxic. El seu hàbitat natural principal són els boscos tropicals i subtropicals de frondoses humits de l'estatge montà. El seu estat de conservació es considera vulnerable.